# Vincent Pastore
Vincent Pastore (Bronx, New York, 1946. július 14. –) amerikai színész.
Szerepeiben leggyakrabban maffiózókat játszik, legismertebb szerepe Salvatore „Big Pussy” Bonpensiero az HBO Maffiózók című sorozatából.

## Fiatalkora
Az olasz származású Pastore a Bronxban született és New Rochelle-ben nőtt fel. A középiskola elvégzése után bevonult a haditengerészethez. Katonai szolgálata után három évig a Pace Egyetemre járt, majd egy szórakozóhelyet működtetett New Rochelle-ben. Itt ismerte megKevin és Matt Dillont, akik révén a filmipar felé fordult.

## Pályafutása

### Színészként
Pastore pályafutása során számos olasz maffiózó szerepét játszotta el mozi- és tévéfilmekben. Az 1990-es években kisebb szerepeket kapott olyan filmekben, mint a Nagymenők vagy a  Carlito útja. A Nagymenőkben egy ruhafogast szállító férfit alakított a gengszterek szórakozóhelyén. A Carlito útjában az olasz férfi barátját alakította, aki Gail-el táncol.
A Bunkókáim - Belefonódtam a telefonomba című filmben már nagyobb szerepet játszott: Lazarro (Alan Arkin) egyik gengszter kliensét alakította. Az HBO Gotti című tévéfilmjében Angelo Ruggiero maffiózót játszotta el. A filmben többek között a  Maffiózók másik két sztárja, Tony Sirico és Dominic Chianese is felbukkant.
1999-ben megkapta legismertebb szerepét a Maffiózókban, melyben Salvatore „Big Pussy” Bonpensiero kápót alakította. Bár karakterét megölték a 2. évad utolsó epizódjában, a további évadokban gyakran felbukkant visszaemlékezős és álombeli jelenetekben.
További filmjei között megtalálható A keresztapus, Élni tudni kell (melyben a Maffiózókból Michael Rispoli, Kathrine Narducci, Matt Servitto, Michele Santopietro, Louis Guss, Rosemary De Angelis, és Sharon Angela is látható), Pokolkapu, Fiúk az életemből, A drog pokla, Pofozó pénzmosók, Maffia!, Hurrikán, Pereld a nőt!, American Cousins, A Tale of Two Pizzas, This Thing of Ours, Remedy, Cápamese, Meet the Mobsters és a Guy Ritchie rendezte Revolver is.
Számos televíziós sorozatban volt látható: Grounded for Life (2002), Tengerparti fenegyerek (2002), Esküdt ellenségek (1992-1996), One Life to Live, Repo-Men: Stealing for a Living (műsorvezetőként), Ed, Bírósági mesék, Las Vegas, Mindenki utálja Christ! és Aqua Teen Hunger Force.
2007-ben a P.J. című független filmben is szerepelt, majd 2008-ban a General Hospital című sorozatban Maximus Giambetti, két főhős apjának a szerepét játszotta el. 2008-ban a Tan-túra és Dough Boys című filmekben volt látható. Utóbbi alkotásban producerként is közreműködött. 2009-ben az Alienated rövidfilmben, 2010-ben a Pizza With Bullets maffiózós komédiában, majd 2013 az I'm in Love with a Church Girl című filmben szerepelt.

### Valóságshow-k
2006-ban Pastore több mint 13 kilót fogyott a VH1 Celebrity Fit Club fogyókúrás műsorának negyedik évadjában.
2007-ben az ABC bejelentette, hogy a Dancing with the Stars című táncműsor negyedik évadában Vincent Pastore is részt vesz. A színész azonban egy hét után visszalépett a műsorból, mivel a szükséges gyakorlás és előkészületek megerőltetőek voltak. Helyét John Ratzenberger vette át a versenyben.
2008-ban a The Apprentice című gyakornokverseny hírességekkel készült különkiadásában is szerepelt. Ugyanazon év júliusában a  Celebrity Family Feud című vetélkedőben A Playboy villa lányai sorozat tagjainak csapatában szerepelt, és az ott szerzett nyereményüket a hasnyálmirigyrák gyógymódjának kutatására ajánlották fel.
2011-ben Pastore és egy üzlettársa a Shark Tank című műsorban „Broccoli Wad” nevű pénztartó találmányt mutattak be a zsűrinek. A zsűri tagjainak nem tetszett az ötlet, azonban egyikük, Barbara Corcoran végül azzal az ötlettel jött elő, hogy tegyék Pastore arcképét a termékre, és „Vinnie's Wad” néven forgalmazzák azt. Az üzletasszony 40 000 dollárt ajánlott fel 40%-os részesedésért, amit Pastore és üzlettársa elfogadott. Később a színész a truTV World's Smartest Inventions című műsorában is bemutatta a terméket.
2011 júliusában a VH1 Famous Food című műsorában is szerepelt, melyben a résztvevőknek egy éttermet kell nyitniuk és működtetniük

### Rádió
Pastore a házigazdája a Sirius Satellite Radio-n hallható The Wiseguy Show című műsornak, amelynek központi témája az olasz amerikai kultúra. A műsor egyik producere Pastore Maffiózókbeli kollégája, Steven Van Zandt 2004-ben és 2012-ben a New Rochelle-i WVOX rádióadó egyik műsorát is vezette.

## Élete
Volt feleségétől, Nancy Berke-től egy lánya született, Renee. Pastore az 1980-as évek óta a New York Yankees bérletes szurkolója. Jelenleg a Bronx City Island nevű részén lakik.
2005-ben 70 napos közmunkára ítélték, mivel bántalmazta korábbi barátnőjét.

## Szerepei

### Film
| Film | Film                                   | Film                           | Film                  | Film                                                 |
| Év   | Magyar cím                             | Eredeti cím                    | Szerep                | Megjegyzés                                           |
| ---- | -------------------------------------- | ------------------------------ | --------------------- | ---------------------------------------------------- |
| 1988 |                                        | Black Roses                    | Tony apja             |                                                      |
| 1989 |                                        | True Love                      | Angelo                | Vinny Pastore-ként szerepel a stáblistán             |
| 1990 | Hol az igazság?                        | Q & A                          | Férfi a bárban        | Nem szerepel a stáblistán                            |
| 1990 |                                        | Backstreet Dreams              | Kövér Tony            |                                                      |
| 1990 | Nagymenők                              | Goodfellas                     | Férfi a fogassal      | Vinny Pastore-ként szerepel a stáblistán             |
| 1990 | Érinthetetlenek                        | Men of Respect                 | Sammy                 | Vinny Pastore-ként szerepel a stáblistán             |
| 1990 | Az utcai vadász                        | Street Hunter                  | Őr a koporsógyárban   | Vinny Pastore-ként szerepel a stáblistán             |
| 1990 | Ébredések                              | Awakenings                     | Őr / Beteg            | Vinny Pastore-ként szerepel a stáblistán             |
| 1992 | A suttyó család Amerikában             | Flodder in Amerika!            | Férfi benzin nélkül   |                                                      |
| 1992 |                                        | The Bet                        | Nino                  | Rövidfilm; Vinny Pastore-ként szerepel a stáblistán  |
| 1993 |                                        | Who's the Man?                 | Tony „Clams” Como     | Vinny Pastore-ként szerepel a stáblistán             |
| 1993 |                                        | The Dutch Master               | Teresa apja           | Rövidfilm; Vinnie Pastore-ként szerepel a stáblistán |
| 1993 | Carlito útja                           | Carlito's Way                  | Copa Wiseguy          |                                                      |
| 1993 | Olasz film                             | Italian Movie                  | Vinny                 |                                                      |
| 1994 |                                        | Minges Alley                   | Testőr                |                                                      |
| 1994 | Egy híján túsz                         | The Ref                        | Rendőr                |                                                      |
| 1994 |                                        | Soup & the Dead                | Apa                   | Rövidfilm                                            |
| 1994 | Sorsjegyesek                           | It Could Happen to You         | Tekecsapat tagja      |                                                      |
| 1994 | Én és a Mob                            | Who Do I Gotta Kill?           | Aldo „Birdman” Badamo | Vinny Pastore-ként szerepel a stáblistán             |
| 1994 | Két fivér egy zsákban                  | Hand Gun                       | Earl embere, Harry    |                                                      |
| 1994 |                                        | Pictures of Baby Jane Doe      | Dan                   |                                                      |
| 1995 | Bunkókáim - Belefonódtam a telefonomba | The Jerky Boys                 | Tony Scarboni         |                                                      |
| 1995 | Egy kosaras naplója                    | The Basketball Diaries         | Építőmunkás           | Vinnie Pastore-ként szerepel a stáblistán            |
| 1995 |                                        | Blue Funk                      | John                  |                                                      |
| 1995 |                                        | Mott Street                    | Mott Street-i főnök   | Rövidfilm                                            |
| 1995 | Pénzvonat                              | Money Train                    | Szerencsejátékos      |                                                      |
| 1996 |                                        | Walking and Talking            | Laura betege          |                                                      |
| 1996 | Égimeszelés                            | Sunset Park                    | Charlie               |                                                      |
| 1996 | Bogaras Joe                            | Joe's Apartment                | Ingatlanügynök        |                                                      |
| 1996 | Manhattanre leszáll az éj              | Night Falls on Manhattan       | Rendőr                |                                                      |
| 1996 | Nincs kiút                             | No Exit                        | Tony Landano          |                                                      |
| 1996 |                                        | West New York                  | Carmine Ferraro       |                                                      |
| 1997 | Rám se ránts                           | All Over Me                    | Don                   |                                                      |
| 1997 | Hat gyilkosság egy vasárnap            | Six Ways to Sunday             | Max nagybácsi         |                                                      |
| 1997 |                                        | The Deli                       | Lou                   |                                                      |
| 1998 | Bűnös negyed                           | A Brooklyn State of Mind       | Vinnie „D”            |                                                      |
| 1998 | Maffia!                                | Jane Austen's Mafia!           | Gorgoni               |                                                      |
| 1998 | A keresztapus                          | Mickey Blue Eyes               | Al                    |                                                      |
| 1999 | Hurrikán                               | The Hurricane                  | Alfred Bello          |                                                      |
| 2000 | Kék hold                               | Blue Moon                      | Joey                  |                                                      |
| 2000 | Élni tudni kell                        | Two Family House               | Angelo                |                                                      |
| 2000 |                                        | The Rochester Method           | Vinnie                | Rövidfilm                                            |
| 2000 | Pokolkapu                              | Under Hellgate Bridge          | Mitch                 |                                                      |
| 2000 |                                        | Growing Down in Brooklyn       | Sal                   |                                                      |
| 2001 | Egy bérgyilkos naplója                 | 18 Shades of Dust              | Matty Brancato        |                                                      |
| 2001 | Pofozó pénzmosók                       | Made                           | Jimmy                 |                                                      |
| 2001 | Corky Romano, a kezes farkas           | Corky Romano                   | Tony                  |                                                      |
| 2001 | Fiúk az életemből                      | Riding in Cars with Boys       | Lou bácsi             |                                                      |
| 2001 |                                        | Dating Service                 |                       |                                                      |
| 2002 | A drog pokla                           | Deuces Wild                    | Aldo atya             |                                                      |
| 2002 | Pereld a nőt!                          | Serving Sara                   | Tony                  |                                                      |
| 2003 |                                        | American Cousins               | Tony                  | Nem szerepel a stáblistán                            |
| 2003 |                                        | A Tale of Two Pizzas           | Vito Rossi            |                                                      |
| 2003 | Orosz meló                             | Mail Order Bride               | Tootie                | Vinnie Pastore-ként szerepel a stáblistán            |
| 2003 |                                        | This Thing of Ours             | Skippy                |                                                      |
| 2004 |                                        | The Cookout                    | Eladó                 |                                                      |
| 2004 | Cápamese                               | Shark Tale                     | Luca                  | Rajzfilm; szinkronhang                               |
| 2005 |                                        | Remedy                         | Casper Black          |                                                      |
| 2005 |                                        | Meet the Mobsters              | Vic                   |                                                      |
| 2005 | Revolver                               | Revolver                       | Zach                  |                                                      |
| 2006 |                                        | The Last Request               | Patton atya           |                                                      |
| 2006 |                                        | Slice                          | Carmine Leone         | Rövidfilm                                            |
| 2007 | A bowling-bajnok                       | 7-10 Split                     | Tony P.               |                                                      |
| 2008 |                                        | P.J.                           | Burt                  |                                                      |
| 2008 | Tan-túra                               | College Road Trip              | Freddy                | Nem szerepel a stáblistán                            |
| 2008 |                                        | Looking for Palladin           | Arnie                 |                                                      |
| 2008 |                                        | Dough Boys                     |                       |                                                      |
| 2008 |                                        | The Devil's Dominoes           | Big John Calabrese    |                                                      |
| 2008 |                                        | Tricks of Love                 | Harry                 |                                                      |
| 2009 |                                        | Split Ends                     | Tiny Provenzano       |                                                      |
| 2009 |                                        | Street Boss                    | Frank „The Shank”     |                                                      |
| 2009 |                                        | Oy Vey! My Son Is Gay!!        | Carmine Ferraro       |                                                      |
| 2009 |                                        | Alienated                      | Gino                  | Rövidfilm                                            |
| 2009 |                                        | Waiting for... Budd            | Johnny Friendly       | Dokumentumfilm                                       |
| 2010 |                                        | Code Blue                      | Edző / Őrmester       |                                                      |
| 2011 |                                        | Joshua Tree                    | Sal                   |                                                      |
| 2011 |                                        | The Briefcase                  |                       |                                                      |
| 2011 |                                        | 1320                           | Kovács                |                                                      |
| 2011 |                                        | Spy                            | Dante LeClair         |                                                      |
| 2011 |                                        | Run Your Mouth                 | Főnök                 | Rövidfilm                                            |
| 2012 |                                        | Off Limits                     | Saverio               | Rövidfilm                                            |
| 2012 |                                        | Surviving Family               | Avenoso polgármester  |                                                      |
| 2012 |                                        | The Woods                      | Madden hadnagy        |                                                      |
| 2012 |                                        | Saved by the Pole              | Louie maffiafőnök     | Rövidfilm                                            |
| 2013 |                                        | Day of Redemption              | Sal                   |                                                      |
| 2013 |                                        | Once Upon a Time in Brooklyn   | Luigi Leone           |                                                      |
| 2013 | Vérmesék                               | The Family                     | Kövér Willy           |                                                      |
| 2013 |                                        | Torture Chamber                | Dr. Fiore             |                                                      |
| 2013 |                                        | I'm in Love with a Church Girl | Nick Halston          |                                                      |
| 2013 |                                        | Hypothetically                 | Gene                  | Rövidfilm                                            |
| 2014 |                                        | Tumbleweed: A True Story       | Erik Rydell           |                                                      |
| 2014 |                                        | Pizza with Bullets             | Don Vito Perspirino   |                                                      |
| 2015 |                                        | Thinking with Richard          | Balls                 |                                                      |
| 2015 |                                        | Red Herring                    | Saffiote              |                                                      |

### Televízió
| Televízió | Televízió               | Televízió                       | Televízió                                              | Televízió                                  |
| Év        | Magyar cím              | Eredeti cím                     | Szerep                                                 | Megjegyzés                                 |
| --------- | ----------------------- | ------------------------------- | ------------------------------------------------------ | ------------------------------------------ |
| 1990      |                         | H.E.L.P.                        | Tűzoltó                                                | Televíziós sorozat; 1 epizód               |
| 1992-1996 | Esküdt ellenségek       | Law & Order                     | Jimmy Pogosian / John Furini / Jack / Dominick         | Televíziós sorozat; 4 epizód               |
| 1993      | Addig üsd...            | Taking the Heat                 | Tommy embere                                           | Tévéfilm; Nem szerepel a stáblistán        |
| 1994      | Veszélyes küldetés      | New York Undercover             | Bűnöző                                                 | Televíziós sorozat; 1 epizód               |
| 1996      |                         | Gotti                           | Angelo Ruggiero                                        | Tévéfilm                                   |
| 1997      |                         | Dellaventura                    | Mickey Ezra                                            | Televíziós sorozat; 1 epizód               |
| 1997      | Az utolsó keresztapa    | The Last Don                    | Danny Fuberta                                          | Televíziós sorozat; 1 epizód               |
| 1998      | A maffia tanúja         | Witness to the Mob              | Mikey De Batt                                          | Tévéfilm                                   |
| 1999      | Kritikus pont           | A Slight Case of Murder         | Taxis                                                  | Tévéfilm                                   |
| 1999-2007 | Maffiózók               | The Sopranos                    | Salvatore „Big Pussy” Bonpensiero                      | Televíziós sorozat; 30 epizód              |
| 2000      |                         | Bull                            | Len Rutigliano                                         | Televíziós sorozat; 2 epizód               |
| 2000-2002 | Tengerparti fenegyerek  | Son of the Beach                | Vinnie Fellachio / Vinnie Fellatio / F. Jackie Abraham | Televíziós sorozat; 3 epizód               |
| 2001      |                         | For Your Love                   | Norm                                                   | Televíziós sorozat; 1 epizód               |
| 2001      |                         | Emeril                          | Vincent Pastore                                        | Televíziós sorozat; 1 epizód               |
| 2001-2004 |                         | Repo Men: Stealing for a Living | Önmaga                                                 | Televíziós sorozat; Műsorvezető            |
| 2002      |                         | Ed                              | Ralph Pazzuti III                                      | Televíziós sorozat; 1 epizód               |
| 2002      |                         | Grounded for Life               | Sal bácsi                                              | Televíziós sorozat; 1 epizód               |
| 2003      |                         | Last Laugh                      | Harry Murphy                                           | Tévéfilm                                   |
| 2003      |                         | Less Than Perfect               | Bukméker                                               | Televíziós sorozat; 1 epizód               |
| 2003-2004 |                         | One Life to Live                | Arthur Ross                                            | Televíziós sorozat                         |
| 2003-2007 | Bírósági mesék          | Queens Supreme                  | Norm Delgado                                           | Televíziós sorozat; 6 epizód               |
| 2004      |                         | Fillmore!                       | Mr. Castenda                                           | Rajzfilmsorozat; 1 epizód; szinkronhang    |
| 2004      | Ügyvédek                | The Practice                    | Lenny Pescatore                                        | Televíziós sorozat; 3 epizód               |
| 2004      |                         | ALF's Hit Talk Show             | Eric Roberts / Vincent Pastore                         | Televíziós sorozat                         |
| 2005      | Pete és kis Pete        | The Adventures of Pete & Pete   | Vincent Park - tekeügynök                              | Televíziós sorozat; 1 epizód               |
| 2006      |                         | Las Vegas                       | Jimmy 'The Chin' Aversano                              | Televíziós sorozat; 1 epizód               |
| 2007      | Mindenki utálja Christ! | Everybody Hates Chris           | Paulie                                                 | Televíziós sorozat; 1 epizód               |
| 2008      |                         | General Hospital                | Maximus Giambetti                                      | Televíziós sorozat; 6 epizód               |
| 2008-2012 |                         | Aqua Teen Hunger Force          | Terry                                                  | Televíziós sorozat; 3 epizód; szinkronhang |
| 2010-2012 | Király páros            | Pair of Kings                   | Yamakoshi / Yamaguchi                                  | Televíziós sorozat; 4 epizód; szinkronhang |
| 2011      |                         | Adults Only                     | Mitch                                                  | Televíziós sorozat                         |
| 2012      |                         | Nick the Doorman                | Armando                                                | Tévéfilm                                   |
| 2012      |                         | Sherman's in Sanity             |                                                        | Televíziós sorozat; 2 epizód               |
| 2013      | Zsaruvér                | Blue Bloods                     | Richie Tomlin                                          | Televíziós sorozat                         |

## Díjai és elismerései
Munkássága során több díjat és elismerést is kapott.
| Év   | Díj                                           | Kategória | Alkotás címe       | Eredmény |
| ---- | --------------------------------------------- | --- | ------------------ | -------- |
| 2000 | Screen Actors Guild-díj                       | Legjobb színtársulati alakítás egy drámasorozatban (megosztva: James Gandolfini, Lorraine Bracco, Dominic Chianese, Edie Falco, Robert Iler, Michael Imperioli, Nancy Marchand, Jamie-Lynn Sigler, Tony Sirico, Steven Van Zandt)                                              | Maffiózók          | Elnyerte |
| 2001 | Screen Actors Guild-díj                       | Legjobb színtársulati alakítás egy drámasorozatban (megosztva: James Gandolfini, Lorraine Bracco, Dominic Chianese, Drea de Matteo, Edie Falco, Robert Iler, Michael Imperioli, Nancy Marchand, David Proval, Jamie-Lynn Sigler, Tony Sirico, Aida Turturro, Steven Van Zandt) | Maffiózók          | Jelölve  |
| 2005 | Monaco-i Nemzetközi Filmfesztivál - Angel-díj | Legjobb színtársulat | American Cousins   | Elnyerte |
| 2010 | Garden State Filmfesztivál                    | Wave of Excellence for Filmmaking | Pizza with Bullets | Elnyerte |
| 2013 | Northeast Filmfesztivál                       | Legjobb férfi mellékszereplő | Surviving Family   | Elnyerte |